# 大豆配方

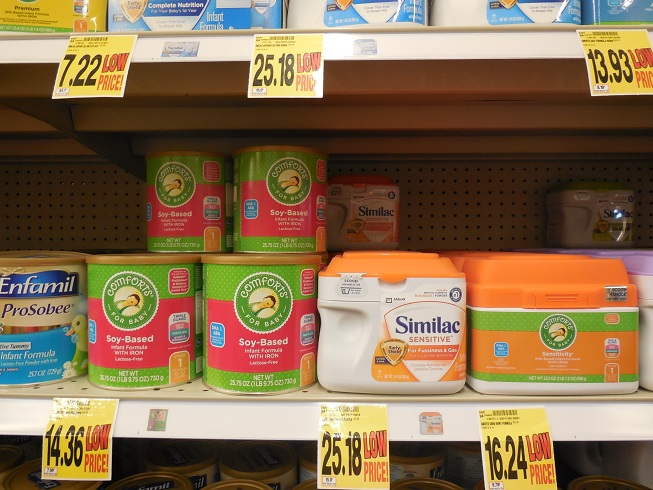
克罗格超市里的配方奶

大豆配方，也称大豆配方奶，是母乳的替代品。其配方奶粉以加工过的大豆作为蛋白质来源，通常爲粉状或液態。大豆配方通常不含乳糖，而含有其他类型糖。但是，对乳糖蛋白不耐受的婴儿也可能对大豆蛋白不耐受。
大豆配方与母乳有很多不同。大豆蛋白抑制铁的吸收，世界卫生组织讨论过在大豆配方中添加铁元素以补偿这种影响。大豆配方中有天然植物性化合物植酸，具有较强的抑制铁吸收能力。尽管植酸在加工中可以被剔除，但目前是否采取这种做法的制造商数据并不齐备。其中中國大陸和越南已经对大豆配方奶粉进行了规范，要求配方中包括乙二胺四乙酸，以增强婴儿对铁的吸收。含有强化铁的大豆配方中，通常对铁化合物进行处理，以防止配方奶粉变黑。

## 成分
大豆配方可能存在转基因大豆问题，这种情况可能会降低配方的营养价值。以大豆为基础的大豆配方奶粉可能含有铝、植物酸盐和植物雌激素（異黃酮），这些物质可能会产生意外效果。其他配方有氨基酸，如牛磺酸、蛋氨酸和肉碱。添加的矿物质有磷、钙、铁和锌。

## 适应症
母乳喂养仍然是喂养婴儿的首选方案。当母乳喂养无法实现时，配方奶可以起到替代作用。使用大豆配方所产生的适应症有半乳糖血症和乳糖酶缺乏症。当儿童对牛奶出现过敏时，可以使用大豆配方，它通常较其他母乳配方用品更便宜。

## 使用
曾经有关于大豆配方的报道称，大豆配方成分可能会影响儿童的生殖功能。但是研究显示大豆配方使用与生殖系统功能异常并不存在相关性。大豆配方奶粉的使用有一百多年的历史，最早使用的历史可追溯到1909年。

## 过敏及其他问题
大豆配方奶粉存在过敏问题。报道显示一些在三个月以下的婴儿在使用大豆配方后出现慢性食物蛋白引起的小肠结肠炎综合征（FPIES）。法国已经停止在超市销售大豆为基础的配方奶粉。在美国，大豆配方奶粉占该国配方奶市场的20%；在新西兰为10%；在比利时和英国为5%。

## 相关
- 母乳项链（英语：Breast milk jewelry）
- 哺乳主义
- 嘎嘎宝贝（英语：Baby Gaga）
- 儿童过敏（英语：Allergies in children）